# Procariama
Procariama è un genere estinto di grandi uccelli predatori non volanti, della famiglia dei Phorusrhacidae, detti volgarmente uccelli del terrore, vissuti nel territorio dell'odierna Argentina.